# Interleucina-18
Interleucina-18 (IL18, interleuquina 18, también conocida como factor inductor del interferón-gamma) es una citocina proiinflamatoria que, en humanos, es codificada por el gen IL18. Es producida por los macrófagos y otras células e induce la activación de células NK y linfocitos T citotóxicos, además estimula la producción de inteferón gamma e incrementa el efecto de la IL-12.